# Louis-Antoine Ranvier

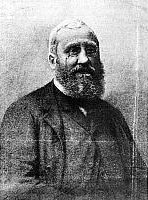
Louis-Antoine Ranvier

Louis-Antoine Ranvier, född 2 oktober 1835 i Lyon, död 22 mars 1922 i Verdranges, var en fransk anatom.
Ranvier blev 1865 medicine doktor och 1875 professor vid Collège de France. Han var en av sin tids mest framstående histologer och författade en stor mängd arbeten i sin vetenskap, vilka dels publicerades i periodiska skrifter, dels utgavs separat. Bland dessa senare märks Manuel d'histologie pathologique (tillsammans med Victor André Cornil, två band, 1869–72; tredje upplagan 1900 ff.), Traité technique d'histologie (1875–88), Leçons sur l'histologie du système nerveux (1878), och Leçons d'anatomie générale (två band, 1880–81). De på hans laboratorium utförda arbetena finns samlade i "Travaux du laboratoire d'histologie du Collège de France".